# Лакріма

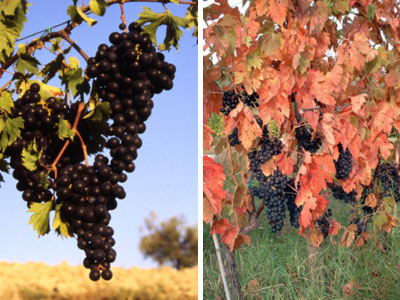
Гроно та кущ лакріми з осіннім забарвленням листя

Лакріма (італ. «Lacrima») — італійський автохтонний сорт червоного винограду з регіону Марке. Назва сорту перекладається з італійської як «сльоза». Це обмовлено тим, що ягоди часто лопаються, виділяючи сік, зовні схожий на сльози.

## Історія

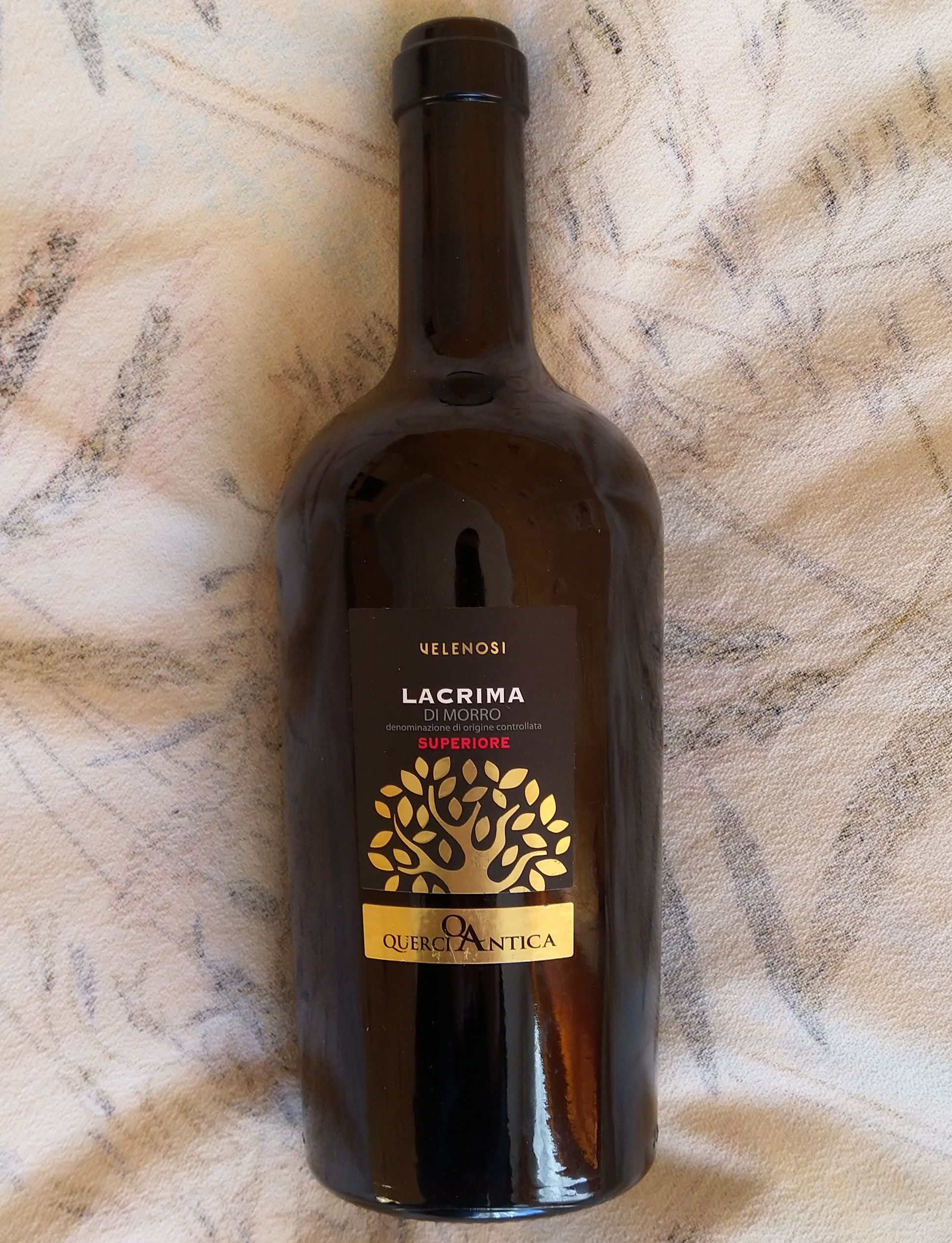
Пляшка вина з сорту лакріма

Сорт має давню історію. Перша письмова згадка про нього датується XII сторіччям, коли імператор Священної Римської імперії Фрідріх I Барбаросса споживав вино з цього сорту під час осади міста Анкона. У XX сторіччі внаслідок епідемії філоксери та економічних факторів сорт майже зник. Для збереження сорту була створена виноробна зона італ. Lacrima di Morro d'Alba DOC і в наш час площі виноградників збільшуються.

## Географія сорту
Сорт вирощується у провінції Анкона навколо муніципалітету Морро-д'Альба. Невеликі площі виноградників є також в інших регіонах Італії.

## Характеристики сорту
Сорт характеризується раннім періодом бутонізації. Період дозрівання — середній. Сила росту пагонів — дуже сильна, врожайність сорту середня. Лист середній, п'ятикутний, п'ятилопатевий, верхня сторона темно-зелена, нижня — світло-зелена. Осіннє забарвлення листя фіолетово-червоне. Гроно середнього розміру (приблизно 400 г), видовжене, пірамідальної форми, «крилате», нещільне. Ягоди середнього розміру, круглої форми, розміром від 17 до 24 мм. Шкірка товста, синьо-чорного кольору, вкрита шаром кутину. М'якоть забарвлена, соковита. Довжина плодоніжки середня (від 8 до 12 мм).
Сорт вразливий до шкідників та перезволоження.

## Характеристики вина
З лакріми виробляють здебільшого сухі червоні вина. Вони мають насичений колір, відчутні таніни та гарну кислотність. Також можуть вироблятись десертні вина методом «пасіто» (з в'яленого винограду). Вино зазвичай споживають молодим, але воно має непоганий потенціал для витримки.